# 土耳其审查制度
土耳其的审查制度受到国内和国际立法的监管，根据土耳其宪法（2004 年修订）第 90 条，后者（理论上）优先于国内法。
尽管有法律规定，但土耳其的新闻自由自2010年以来不断恶化，2016年7月未遂政变后急剧下降。雷杰普·塔伊普·埃尔多安雷杰普·塔伊普·埃尔多安的土耳其政府逮捕了数百名记者，关闭或接管了数十家媒体机构，并阻止记者及其家人旅行。根据一些说法，土耳其目前占全球所有被监禁记者的三分之一。
自由之家自2013年起就将土耳其列为不自由国家，无国界记者将土耳其在180多个国家中排名第149位，夹在墨西哥和刚果民主共和国之间，得分为44.16。